# La banda degli angeli
La banda degli angeli (Band of Angels) distribuito in Italia anche col titolo La frusta e la carne è un film del 1957 diretto da Raoul Walsh. È ispirato al romanzo omonimo di Robert Penn Warren (1955).

## Critica
(Leo Pestelli su La Stampa del 21 dicembre 1957)